# ガオ州

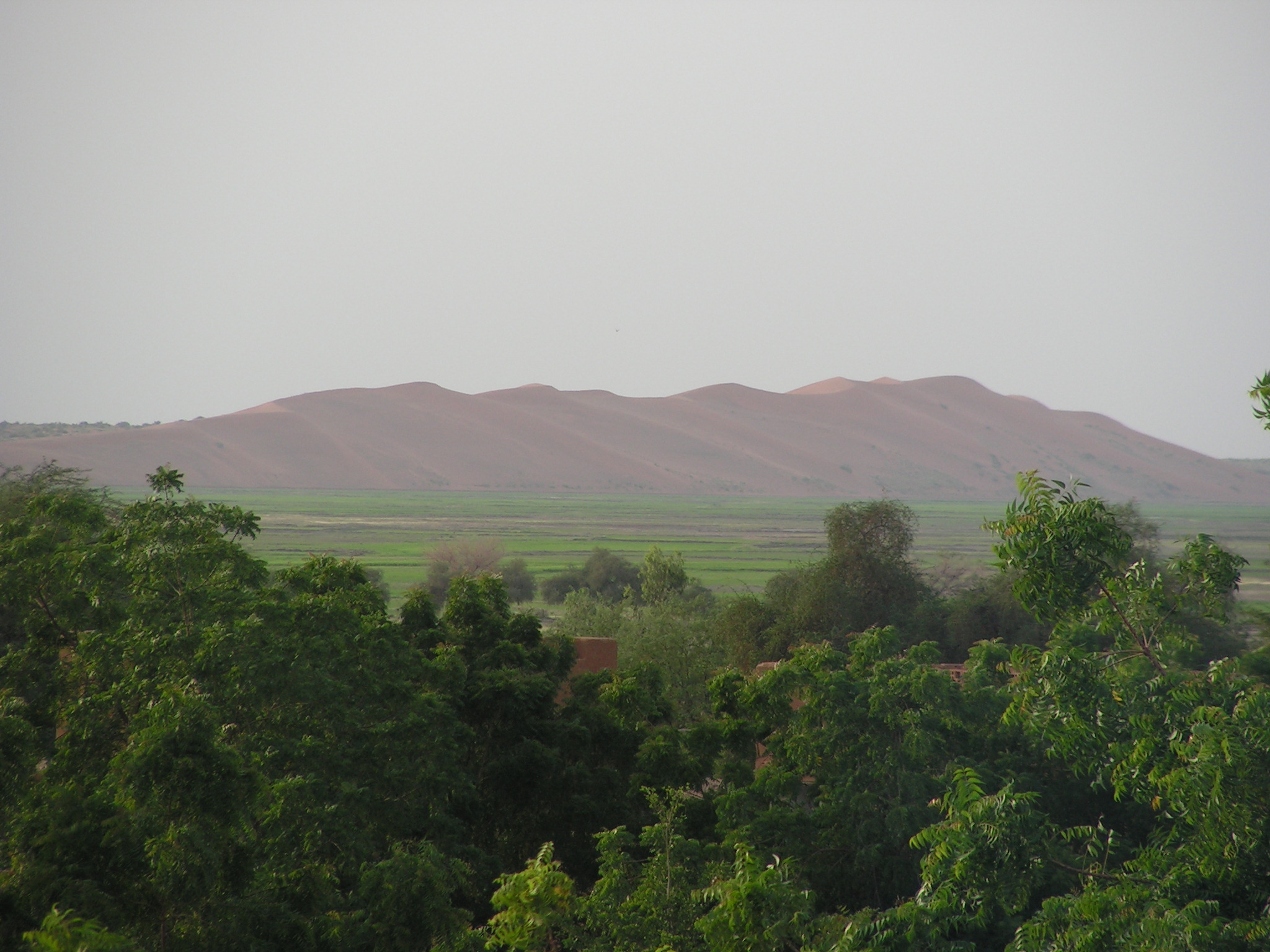
デューンローズ

ガオ州（ガオしゅう、フランス語: Région de Gao）はマリ共和国第7の州。州都はガオ。面積は10万平方キロメートル、人口は約73万人（2022年国勢調査）。

## 歴史
ガオ州は1960年6月7日の州制施行の際に創設された。当時はマリ北部のほぼ全域を管轄しており、面積は約82万平方キロメートルで国土の約65パーセントを占めていた。1977年7月12日に州の西半分がトンブクトゥ州として、1991年に州北部がキダル州として、2011年12月14日に州東部がメナカ州として（発足は2016年）それぞれ分離し、現在は創設時の1割程度にまで縮小している。
2012年4月6日にマリ反政府勢力アザワド解放民族運動(MNLA)が一方的に独立宣言したアザワド（国際的に未承認）の一部分を構成しており、特にガオには暫定首都がおかれたが、同年6月27日のMNLAとイスラム軍事組織アンサル・ディーン間の戦闘の結果、MNLAはガオより駆逐され、アンサル・ディーンがガオなどマリ北部を支配下に収めたと宣言した。活発になったイスラム系反政府勢力の動きに対し、2013年1月、フランスが軍事介入を実施。ガオに対して、ミラージュ戦闘機などの航空機により空爆が行われた。

## 地理
ガオ州はトンブクトゥ州の西に隣接し、キダル州の南に隣接し、メナカ州の西に隣接している。南ではブルキナファソおよびニジェールと国境を接している。州内の主要な都市としてガオの他、ブーレム、バンバが挙げられる。

## 住民
その多くはソンガイ族、ボゾ族、トゥアレグ族、バンバラ族、アラブ人（クンタ氏族、ラマール族（Lamhar）、タジャカント族等）、Peuls (Gabéro, Sidibé, Wani, Baazi, Fafa...)で占められる。

## 下部行政区画

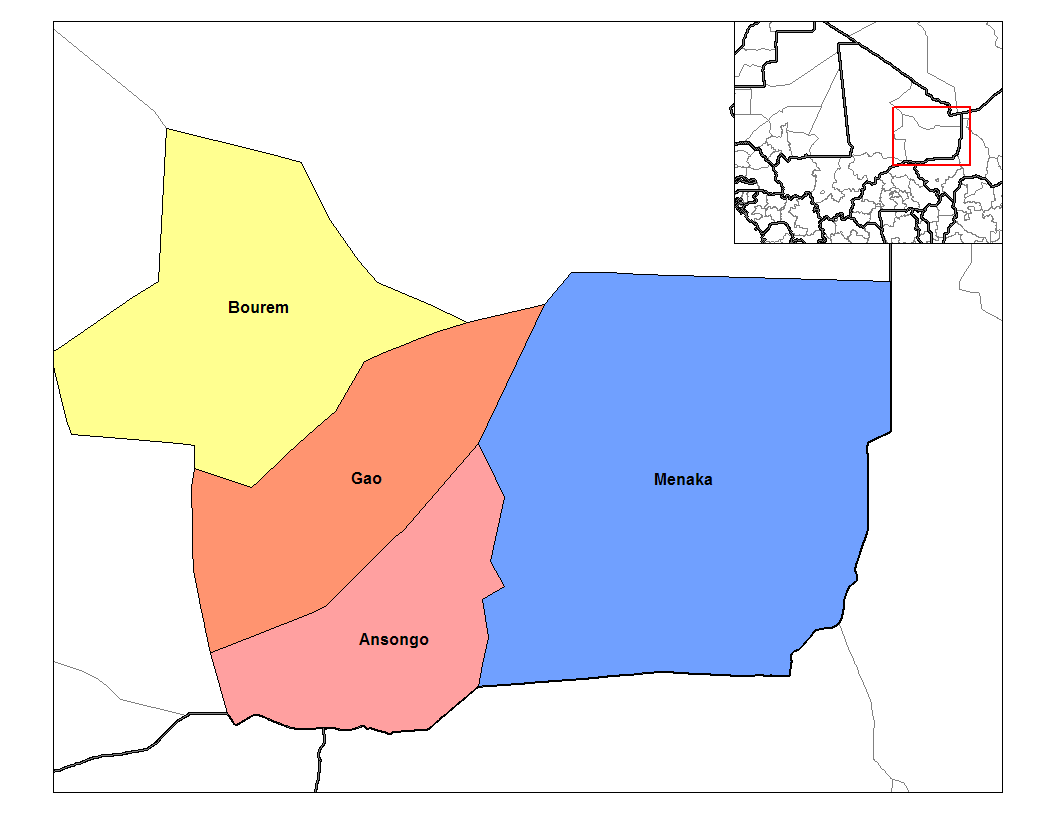
2012年以前のガオ州の圏

2023年2月以降、ガオ州は国内最多となる16つの圏（Circle）に分かれている。圏の下は34郡、53コミューン、1,220村・フラクスィオン・カルティエの順に細分化されている。
1. ガオ圏（Gao）
2. ブーレム圏（Bourem）
3. アンソンゴ圏（Ansongo）
4. アルムストラ圏（Almoustrat）
5. バンバ圏（Bamba）
6. ワーアッタグーナ圏（Ouattagouna）
7. ソニ・アリベル圏（Soni Aliber）
8. ジュボック圏（Djebock）
9. タラテイエ圏（Talataye）
10. テッシ圏（Tessit）
11. ンティリット圏（N'Tillit）
12. ガベロ圏（Gabéro）
13. エルサネ圏（Ersane）
14. タバンコール圏（Tabankort）
15. タンアウケー圏（Tin-Aouker）
16. カサンベレ圏（Kassambéré）

2012年から2023年までは以下の4圏に分かれていた。
1. アンソンゴ圏 --- アンソンゴ
2. ブーレム圏 --- ブーレム（英語版）
3. ガオ圏 --- ガオ、バンバ（英語版）
4. アルムストラ圏（Almoustrat）

1991年から2012年までは以下の4圏に分かれていた。
1. アンソンゴ圏 --- アンソンゴ
2. ブーレム圏 --- ブーレム（英語版）
3. ガオ圏 --- ガオ、バンバ（英語版）
4. メナカ圏 --- メナカ